# Scherbda
Scherbda is een dorp in de Duitse gemeente Amt Creuzburg in het Wartburgkreis in Thüringen. Het wordt voor het eerst genoemd in 1229. In  1994 werd de tot dan zelfstandige gemeente gevoegd bij de stad Creuzburg, die zelf op 1 januari 2020 opging in de nieuwgevormde gemeente Amt Creuzburg.